# Hundert
Die Hundert (100), auch Einhundert genannt, ist die natürliche Zahl zwischen 99 und 101. Sie ist gerade und eine Quadratzahl.

## Sprachliches
Das deutsche Zahlwort Hundert oder hundert wird heute, wie alle Zahlwörter je nach Zusammenhang, groß oder klein geschrieben. Es wurde aus der indogermanischen Wurzel *-k'm.tom gebildet, welche vermutlich ihrerseits ursprünglich eine Bildung aus *dek'm.[t] (zehn) war und „zehn Zehner“ bedeutete. Die Endung entstammt einem germanischen Grundwort raþa, das „Zahl“ bedeutet (vgl. engl. hundred). Vom Zahlwort hundert gibt es noch den Plural hunderte, jedoch ist die Zahl in Zusammensetzungen indeklinabel (einhundert, zweihundert usw.).
Das indogermanische Urwort steckt auch in griechisch ἑκατόν (hekaton) und lateinisch centum (hiervon auch das römische Zahlzeichen C), die als Präfixe hekto- (hundertfach) und zenti- (der hundertste Teil) Eingang in die deutsche Sprache fanden. Vom lateinischen centum stammt auch die Währungsbezeichnung Cent, die nicht nur im Deutschen den hundertsten Teil der Grundwährung bezeichnet (siehe auch Centesimo). 
Auch der Zentner, der aus 100 Pfund besteht, leitet sich von der lateinischen Wurzel ab.

## Mathematik
Eine herausragende Bedeutung hat die Einhundert vor allem im Dezimalsystem, da sie, als zweite Potenz von 10 (10²) hier eine „runde“ Zahl ist. Das in der Grundschule meist auswendigzulernende „kleine Einmaleins“ umfasst Multiplikationen bis 10·10 = 100.
100 ist außerdem die Summe der ersten 9 Primzahlen, der ersten vier Kubikzahlen (1³ + 2³ + 3³ + 4³ = 100) sowie eine Harshad-Zahl.
In der Anwendung ist sie vor allem zum Ausdruck von Größenverhältnissen relevant, der Bezug auf eine Größe wird meist in Hundertsteln als Prozent ausgedrückt.

## Naturwissenschaften
- Anders Celsius definierte für seine Temperatur-Skala 100° als den Siedepunkt und 0° als den Schmelzpunkt von Wasser. 1744, kurz nach Celsius’ Tod, wurde die moderne Celsius-Skala, bei der dem Siedepunkt von Wasser der Wert 100 °C und dem Gefrierpunkt der Wert 0 °C zugeordnet wird, von Carl von Linné eingeführt.
- Im Periodensystem der Elemente ist 100 die Ordnungszahl von Fermium.
- Die Klasse der Hundertfüßer ist in der Zoologie eine Unterklasse der Tausendfüßer. Hundertfüßer haben 15 bis 191 Beinpaare.

## Geschichte und Gesellschaft
Die Hundert als einerseits „runde“, andererseits die Lebensdauer eines Menschen überschreitende Zahl ist im gesellschaftlichen Kontext oft ein Synonym für eine besonders lange Zeit oder eine große Menge, Hektographie („Hundert(fach)schreibung“) z. B. nannte sich das übliche Vervielfältigungsverfahren vor der Erfindung der Xerokopie.
- Als Hundertschaft bezeichnet man eine militärische oder polizeiliche Einheit mit hundert oder ungefähr hundert Mitgliedern.
- Als Hundertjähriger Krieg bezeichnet man den englisch-französischen Konflikt zwischen 1337 und 1453.
- Der Hundertjährige Kalender war eine berühmte Zusammenstellung von Wettervorhersagen im 17. Jahrhundert von Mauritius Knauer.
- Die Hundert-Regimenter-Offensive oder Schlacht der Hundert Regimenter war eine großangelegte Kampagne der chinesischen Roten Armee gegen die Kaiserlich Japanische Armee im Jahre 1940.
- Die Hundert-Blumen-Bewegung war ein Ereignis im Vorfeld der chinesischen Kulturrevolution.
- Hundert Blumen, politische Alternativzeitschrift (1972)

## Mythologie und Religion
- In der griechischen Mythologie gibt es drei sagenhafte Wesen mit je hundert Armen, die Hekatoncheiren und den Riesen Argos, der mit seinen hundert Augen Io bewachen sollte, wovon sich der Ausdruck Argusaugen herleitet.
- Hekatombe nannte man bei den antiken Griechen ein Opfer von 100 Rindern, später wurde der Begriff allgemein für größere Tieropfer verwendet, im antiken Rom wurde sogar ein Monat (Hekatombäon) nach solchen Tieropfern benannt.

## Astronomie
Nach der Zahl Hundert wurde der Asteroid (513) Centesima benannt.